# 4494 Марімо
4494 Марімо (4494 Marimo) — астероїд головного поясу, відкритий 13 жовтня 1988 року.
Тіссеранів параметр щодо Юпітера — 3,552.